# Hotan Airport
Hotan Airport (kinesiska: 和田机场) är en flygplats i Kina. Den ligger i prefekturen Hotan Diqu och den autonoma regionen Xinjiang, i den nordvästra delen av landet, omkring 1 000 kilometer sydväst om regionhuvudstaden Ürümqi.
Runt Hotan Airport är det glesbefolkat, med 18 invånare per kvadratkilometer. Närmaste större samhälle är Nu'erbage, 9,2 km norr om Hotan Airport. Trakten runt Hotan Airport är ofruktbar med lite eller ingen växtlighet.
Genomsnittlig årsnederbörd är 105 millimeter. Den regnigaste månaden är juni, med i genomsnitt 26 mm nederbörd, och den torraste är oktober, med 1 mm nederbörd.